# 太夫人显
顯（？—前66年），中國西漢時期大司马霍光的妻子，霍成君生母，姓氏不详，《汉书》称太夫人显、宣成侯夫人显。《资治通鉴》称霍显。显曾毒死汉宣帝皇后许平君，以求自己的女兒霍成君成为皇后。

## 簡介
顯是霍光的妻子，霍光诸多子女中，仅知霍禹和霍成君是她所生。西晋人晋灼注释的《汉书》中，称霍光嫡妻东闾氏生敬夫人（上官皇后母）。东闾氏逝世后，婢妾显成为霍光的继室。
丈夫霍光在前74年拥立刘询登基，是为汉宣帝。汉宣帝选择元配许平君为皇后，而非霍光和显的小女儿——霍成君。顯是一个工于心计、权力欲望很强的人，顯想要让霍成君成为皇后，皇后许平君怀孕，身体不适，主治的女医生淳于衍的丈夫赏，担任掖庭户卫，想要求官安池监。淳于衍拜托显。显于是让淳于衍暗杀许皇后。于是淳于衍将毒药附子捣碎，带入长定宫。許皇后生下孩子后，淳于衍取出附子，掺到御医为皇后开的丸药之中，让皇后服下。本始三年（前71年）正月十三日，皇后中毒而亡。汉宣帝将所有为皇后诊治的御医，一律以大逆不道罪囚禁到诏狱。顯把事情告诉霍光，请求让审案官员不要逼迫淳于衍。霍光想自己举发此事，又犹豫不决。霍光最后批示此事与淳于衍无关，应免于追究。顯乘机劝霍光将女儿霍成君送入皇宫。霍成君被立为皇后。
地节二年（前68年），霍光死，其子霍禹袭爵。地节三年（前67年）四月廿二日，汉宣帝立许平君的儿子刘奭为皇太子。顯听说刘奭被立为太子，气得饭也吃不下，并吐了血，说：“刘奭是皇上为平民时生的儿子，怎能被立为皇太子！如果将来皇后生了儿子，反倒只能作诸侯王吗？”顯让皇后霍成君毒死皇太子。皇后几次召太子前来，赐给食物，但太子的保姆和奶妈总是先尝过之后再让太子吃，皇后拿着毒药，却无从下手。
霍氏家族和太夫人顯骄横奢侈，且大规模地兴建府第，又制造和皇帝御用规格相同的辇车，绘以精美的图画，用锦绣制成车上的褥垫，车身上涂以黄金，车轮外面裹上熟皮和棉絮，来避震减轻颠簸。太夫人顯坐着辇车，让侍婢用五彩丝绸拉着在府中游玩娱乐。
據傳，顯还不守妇道与外人私通，品行不端、不守婦德。太夫人顯守寡獨居時，她便和在霍光生前很受霍光寵信、常一同商量事情的家奴馮子都私通淫亂。太夫人顯以及她的几个女儿都在长信宫门录有姓名，随意出入长信宫，甚至半夜也能叫开宫门出入。
汉宣帝命御史大夫魏相任给事中。太夫人顯对霍禹、霍云、霍山说：“你们不设法继承大将军的事业，如今御史大夫当了给事中，一旦有人在他面前说你们的坏话，你们还能救自己吗！”汉宣帝听说不少关于顯毒死许皇后的传闻。八月十四日，改由张安世为卫将军，未央宫、长乐宫两宫卫尉和北军都归张安世统领。任命霍禹为大司马，不颁给印信、绶带，撤销他以前统领的屯戍部队和官属，只使他的官名和霍光同样为大司马。
地节四年（前66年），太夫人顯和霍禹、霍山、霍云眼看霍家的权势日益被削弱，多次聚在一起痛哭流涕，自怨自艾。霍山说他听闻民间纷纷传言“霍氏毒死许皇后”，太夫人顯便将实情告诉霍禹、霍山、霍云。霍禹、霍山、霍云大惊，于是有反叛朝廷的阴谋，计划让太夫人顯向上官太后进言，先将丞相魏相和平恩侯许广汉杀死，废掉当今皇帝，改立霍禹为帝，全由皇太后决定。七月，霍氏的政变阴谋被发觉。霍山、霍云、范明友自杀。太夫人顯、霍禹、邓广汉等被逮捕。霍禹被腰斩，太夫人顯及霍氏兄弟姐妹全部被当众处死。八月初一，霍皇后被废。